# Red social vertical
Una red social vertical o red social temática es un tipo de red social que se caracteriza por estar especializada en un determinado tema o actividad, y por facilitar la interacción y la comunicación entre usuarios con un interés común.
Existen tantas redes sociales verticales como temas en los que agruparse, y la facilidad de implementación y creación de las mismas hace que su número se multiplique. Existe una red para cada afición o tipo de usuario, y es fácil que surjan iniciativas de todo tipo de índole, desde la cocina hasta aficiones minoritarias que encuentran en internet un punto de encuentro idea.

## Características
Aquello que caracteriza fundamentalmente a una red social vertical es su segmentación. Tanto de temas o intereses como de usos. Los usuarios se agrupan en estas redes comunidades en torno a un tema (que puede ser tan variado como la cocina o los animales) o un uso o acción (tomar fotografías, grabar videos, realizar manualidades).
De esta forma, los usuarios se benefician de la posibilidad de establecer fácilmente redes de contactos con los que mantener una comunicación relevante según la temática de interés común.
En lo referente a las funcionalidades o la estructura de su interfaz, existe gran variedad de opciones y las hay que no se no se diferencian especialmente de las redes sociales generales o que ofrecen gran cantidad de funciones diferentes. El registro suele ser gratuito, y los usuarios poseen una cuenta personalizable en la que puede existir, o no, un espacio propio donde publicar contenidos. Este espacio (en caso de existir) puede ser público, privado o mixto. La comunicación entre usuarios puede darse por medio de mensajes privados, foros de discusión públicos, comentarios en contenidos e, incluso, chats o videoconferencia cara a cara.